# Приомский
Приомский — посёлок в Чановском районе Новосибирской области. Входит в состав Тебисского сельсовета.

## География
Площадь посёлка — 24 гектаров.

## История
В 1976 г. Указом Президиума ВС РСФСР посёлок фермы №4 совхоза «Тебисский» переименован в Приомский.

## Население
| 2002 | 2007 | 2010 |
| ---- | ---- | ---- |
| 227  | ↗237 | ↘204 |

## Инфраструктура
В посёлке по данным на 2007 год функционируют 1 учреждение здравоохранения и 1 учреждение образования.